# The Eleventh Hour (film, 1922)
Pour les articles homonymes, voir The Eleventh Hour.
Pour le film de Bernard J. Durning au titre anglais homonyme, voir Le Rayon mortel.
The Eleventh Hour est un film britannique réalisé par George Ridgwell, sorti en 1922.

## Fiche technique
- Titre original : The Eleventh Hour
- Réalisation : George Ridgwell
- Scénario : Leslie Howard Gordon , d'après le roman d'Ethel M. Dell
- Photographie : Alfred H. Moise
- Société de production : Stoll Picture Productions
- Société de distribution : Stoll Picture Productions
- Pays de production :  Royaume-Uni
- Langue originale : anglais
- Format : noir et blanc — 35 mm — 1,37:1 — Film muet
- Date de sortie :
  - Royaume-Uni :1922

## Distribution
- Madge White : Doris Elliot
- Dennis Wyndham : Jeff Ironside
- Phillip Simmons : Hugh Chesyl
- Gray Murray : Colonel Elliot
- Beatrice Chester : Mme Elliot